# Bài toán Kepler trong thuyết tương đối rộng
Trong vật lý, bài toán Kepler trong thuyết tương đối rộng là bài toán xác định chuyển động của hai vật nặng tuân theo các phương trình hấp dẫn của thuyết tương đối rộng, cũng như xác định trường hấp dẫn gây ra bởi hai vật này. Giải bài toán Kepler cung cấp các mô tả định lượng cho sự bẻ cong của tia sáng, các chuyển động tinh tế của các hành tinh quanh hệ mặt trời (như tiến động điểm cận nhật của sao Thủy) hay sự mất mát năng lượng do bức xạ hấp dẫn.

## Mô tả toán học
Bài toán Kepler liên quan đến việc mô tả quỹ đạo chuyển động của 2 vật giống như trong cơ học cổ điển, nhưng ở đây có nhắc đến hiệu ứng tương đối. Bài toán Kepler chia thành 2 bài toán cơ bản nhất: bài toán cho hạt và bài toán cho sóng.

### Bài toán cho hạt

#### Nghiệm Schwarzschild
Một nghiệm của bài toán Kepler cho hạt là nghiệm Schwarzchild. Nghiệm Schwarzschild là một nghiệm metric cho phương trình trường Einstein, tương ứng với một trường hấp dẫn của một vật nặng khối lượng M đối xứng cầu, không quay, không dịch chuyển, không thay đổi khối lượng. Độ dài đặc trưng rs, được gọi là bán kính Schwarzschild, được xác định theo phương trình
{\displaystyle r_{s}={\frac {2GM}{c^{2}}}}
trong đó G là hằng số hấp dẫn. Giới hạn Newton được cho bởi rs/r tiến tới 0. Trong giới hạn đó, ta thu hồi thuyết tương đối hẹp.
Trên thực tế, bán kính Schwarzschild là rất nhỏ. Ví dụ, bán kính Schwarzschild rs của Trái Đất vào cỡ 9 mm.
Nghiệm Schwarzschild trong hệ tọa cầu có dạng:
{\displaystyle dS^{2}=-(1-2GM/c^{2}r)(cdt)^{2}+(1-2GM/c^{2}r)^{-}1(dr)^{2}+r^{2}(d\theta ^{2}+sin(\theta )^{2}d\phi ^{2})}
Để đơn giản hóa các tính toán, theo quy ước, ta đặt c=1,G=1.
Hệ thức năng lượng có dạng:
{\displaystyle e=-\xi .u=(1-2M/r)\left({\frac {dt}{d\tau }}\right)}
Hệ thức mô-men xung lượng có dạng:
{\displaystyle l=\eta .u=r^{2}sin(\theta )^{2}\left({\frac {d\theta }{d\tau }}\right)}
Trong bài toán cho hạt;
{\displaystyle u_{\alpha }.u_{\beta }=-1}

#### Trường hợp hạt chuyển động trên kinh tuyến gốc
Chọn θ = π/2. Tức là lúc nào hạt cũng chuyển động trên kinh tuyến gốc trong hệ tọa độ mà chúng ta chọn.
Khi đó:
{\displaystyle -(1-2M/r)\left({\frac {dt}{d\tau }}\right)^{2}+(1-2M/r)^{-}1\left({\frac {dr}{d\tau }}\right)^{2}+r^{2}\left({\frac {d\phi }{d\tau }}\right)^{2}=-1}
và ta có:
{\displaystyle l=r^{2}\left({\frac {d\theta }{d\tau }}\right)}